# DN1E
De DN1E (Drum Național 1E of Nationale weg 1E) is een weg in Roemenië. Hij loopt van Brașov via het bergdorp Poiana Brașov naar Râșnov. De weg is 22 kilometer lang. 